# بريغنان
بريغنان، المعروف أيضا باسم 17بيتا-إيثيلاندروستان أو كما 10بيتا، 13بيتا-ثنائي ميثيل-17-إيثيل جونان، هو سي21 الستيرويد وبشكل غير مباشر، المستق من البروجسترون. إنه أحد المركبين الاساسيين الهيدروكربون لسلسلتين من المنشطات النابعة من 5ألفا-بريغنان (في الأصل ألوبريغنان) و5بيتا-بريجنان (17بيتا-إيثيلإتيوشولان). لديها غونان الأساسية.
5بيتا-بريغنان هو والد بريجنيديونيس، بريغنانولونيس، وبريغنانيديولس، ويوجد إلى حد كبير في البول كما الأيض منتج من 5بيتا-بريغنان المركبات.

## بريغنانيس

تسمية الستيرويد: تحتوي بريغنان على الكربون من 1 إلى 21

بريغنانيس هي مشتقات الستيرويد ذات الكربون الموجودة في المواضع من 1 إلى 21.
تقع معظم مشتقات الحمل ذات الأهمية البيولوجية في واحدة من مجموعتين: بريغنينس وبريغنادينس. فئة أخرى هي بريغناترينس.

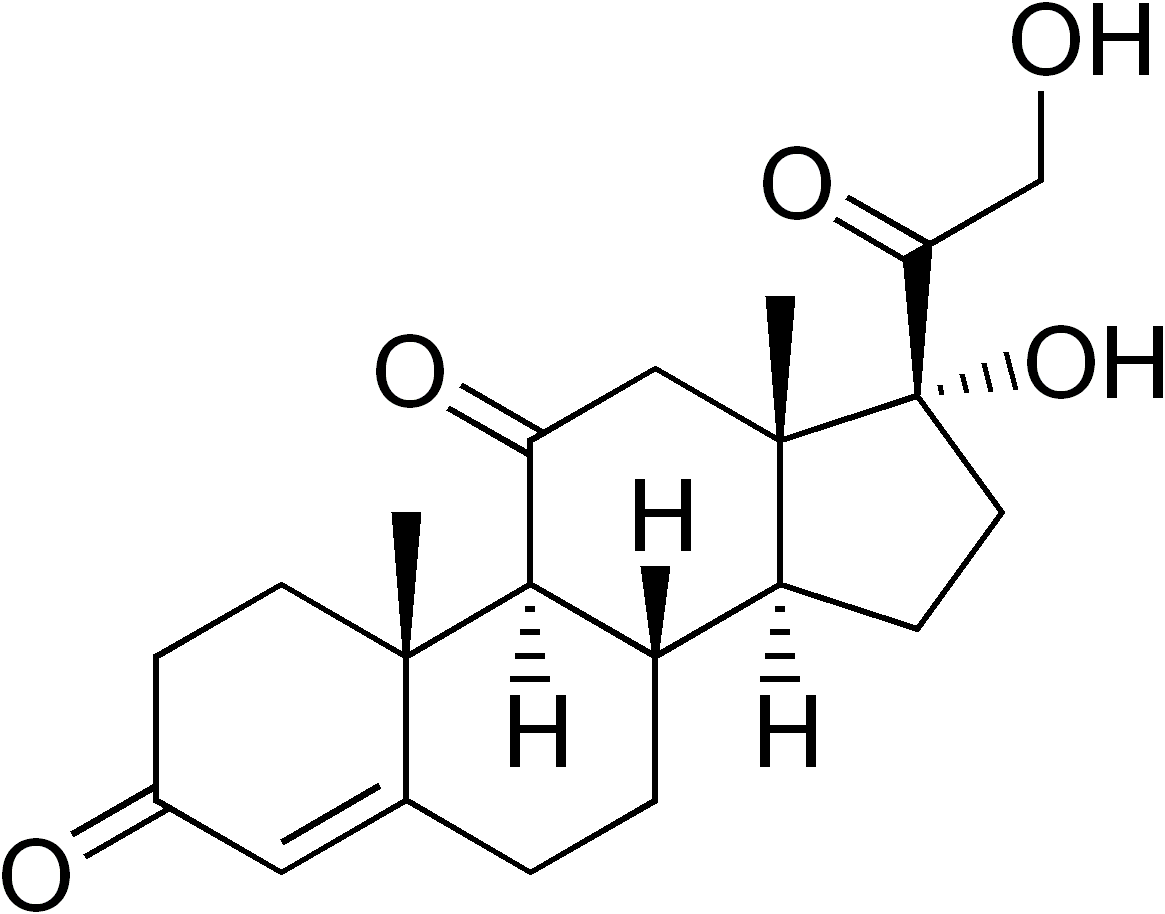
كورتيزون

بريجنينس لديها السندات المزدوجة. ومن الأمثلة على ذلك:
- الكورتيزون
- الهيدروكورتيزون
- البروجسترون

## بريغنادينس

سيبروتيرون أسيتات

بريغنادينس اثنين سندات مزدوجة. ومن الأمثلة على ذلك:
- سيبروتيرون خلات
- دانازول
- فلوسينونيد

## أنظر أيضًا
- أندروستان

## روابط خارجية
- Pregnanes في المكتبة الوطنية الأمريكية للطب نظام فهرسة المواضيع الطبية (MeSH).

- PubChem
- Diagram at qmul.ac.uk
- Definition of Pregnane
- Progesterone Chemistry
- Progesterone record in European Bioinformatics database